# Topaipí
Topaipí là một khu tự quản thuộc tỉnh Cundinamarca, Colombia. Thủ phủ của khu tự quản Topaipí đóng tại Topaipí Khu tự quản Topaipí có diện tích ki lô mét vuông. Đến thời điểm ngày 28 tháng 5 năm 2005, khu tự quản Topaipí có dân số 6182 người.